# وصاف شیرازی
ادیب شرف الدین عبدالله بن فضل‌الله بن عبدالله وصاف شیرازی یا شهاب‌الدین/ شرف‌الدین عبداﷲ بن عزالدین فضل‌الله شیرازی ملقب به وصاف الحضره و متخلص به شرف و مشهور به وصاف(زاده ۶۶۳ شیراز - درگذشته ۷۲۸) از ادیبان و مورخان و شاعران سده هفتم و هشتم هجری قمری است.

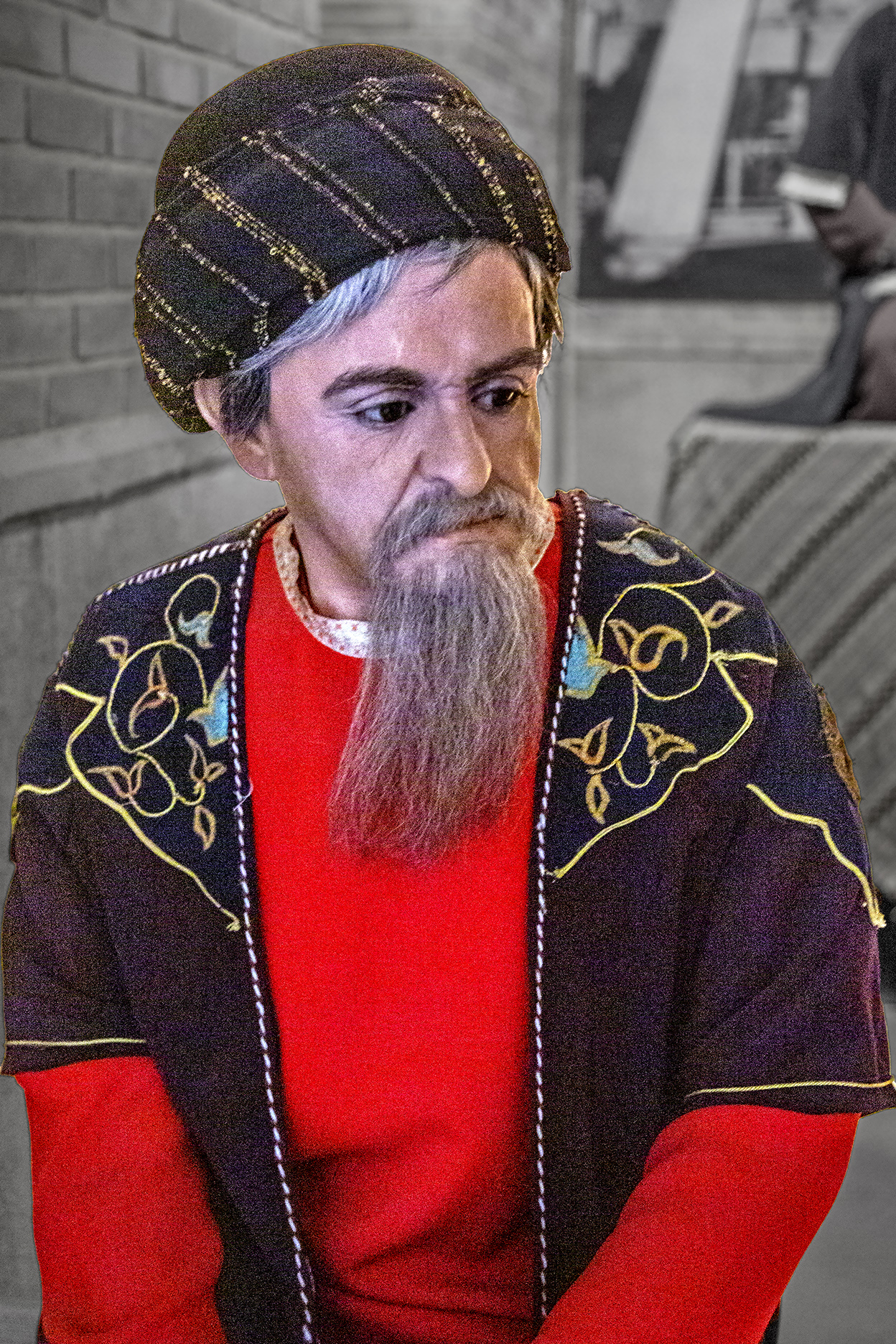
وصاف به سال ۶۶۳ق، در شیراز زاده شده و در همان شهر به کسب دانش پرداخته و سرانجام به خدمت دیوانی درآمده است

## زندگی
شهاب‌الدین یا شرف‌الدین عبدالله بن فضل‌الله شیرازی، معروف به وصّاف الحضره و شرف شیرازی، ادیب و شاعر سدهٔ هفتم هجری قمری است. اطلاعات موجود در باب وصّاف بسیار اندک است و تنها همین قدر معلوم است که به سال ۶۶۳ق در شیراز زاده شده و در همان شهر به کسب دانش پرداخته و سرانجام به خدمت دیوانی درآمده بوده‌است. پدر او، فضل‌الله، ملقب به عزّالدین، از عُمّال دولتی ایلخانان در فارس بود.
وصاف شیرازی مانند پدرش در شمار عاملان دیوانی دولت ایلخانی فارس درآمد و مورد لطف خواجه صدرالدین احمد خالدی زنجانی، نایب امیر طغاجار حاکم فارس گردید. مدتی نیز مورد لطف رشیدالدین فضل‌الله همدانی و غازان خان و سلطان الجایتو قرار گرفت.
وصّاف که علاوه بر تاریخ‌نگاری در سرودن شعر فارسی و عربی نیز دستی داشته، بسیاری از ابیات و قطعات و قصاید خود را، به مناسبت، در متن کتاب خویش ذکر کرده‌است. تمامی منابعی که در باب شعر وصّاف اطلاعی به دست داده‌اند بر این نکته تصریح کرده‌اند که وی صاحب دیوان مستقلی نبوده و اشعارش را در ضمن تاریخ وصّاف آورده‌است. این موضوع خود باعث کم‌توجهی و نادیده گرفتن اشعار او در پژوهش‌های ادبی شده و در نتیجه ضرورت فراهم آوردن آن‌ها را در یک مجموعهٔ مستقل موجب گشته‌است.
قبر وی ما بین تکیه چهل‌تنان و حافظیه است. که این قبر توسط میراث فرهنگی و گردشگری فارس در کنار قبور تاریخی مشاهیر بزرگ فارس (از جمله خاندان امام جمعه و دیگر بزرگان فارس) به باغ موزه مشاهیر تبدیل شده است. لازم است بارگاهی شایسته برای این مورخ شهیر در باغ موزه مشاهیر شیراز احداث و خیابانهایی به نام وصاف شیرازی نیز در شهرها نام گذاری شود.